# Lennox et Addington
Pour les articles homonymes, voir Lennox et Addington.
Lennox et Addington fut une circonscription électorale fédérale de l'Ontario, représentée de 1904 à 1925.
La circonscription de Lennox et Addington a été créée en 1924 avec des parties d'Addington et d'Ontario. Abolie en 1924, elle fut redistribuée parmi Frontenac—Addington et Prince Edward—Lennox.

## Géographie
En 1903, la circonscription de Lennox et Addington comprenait:
- Les comtés de Lennox et d'Addington

## Députés
1. 1904-1911 — Uriah Wilson, CON
2. 1911-1921 — William James Paul, CON
3. 1921-1925 — Edward James Sexsmith, PPC

- CON = Parti conservateur du Canada (ancien)
- PPC = Parti progressiste du Canada